# Saint-Colomban

Localització de Saint-Colomban

Saint-Colomban és un municipi francès, situat al departament de Loira Atlàntic, a la regió de país del Loira, que històricament ha format part de la Bretanya. L'any 2006 tenia 2.747 habitants. Limita amb els municipis de Corcoué-sur-Logne al sud, La Limouzinière, Saint-Philbert-de-Grand-Lieu i Geneston a Loira Atlàntic, Saint-Philbert-de-Bouaine a Vendée.

## Demografia
| 1962                                       | 1968  | 1975  | 1982  | 1990  | 1999  | 2009  |
| ------------------------------------------ | ----- | ----- | ----- | ----- | ----- | ----- |
| 1.642                                      | 1.757 | 1.625 | 1.817 | 1.889 | 2.027 | 3.073 |
| Des de 1962: població sense dobles comptes |       |       |       |       |       |       |

## Administració
| Període   | Identitat         | Partit |
| --------- | ----------------- | ------ |
| 2001-2008 | Jean-Luc Gauthier |        |
| 2008-     | Patrick Bertin    |        |